# 三日浦駅
三日浦駅（サミルポえき、삼일포역）は、朝鮮民主主義人民共和国（北朝鮮）江原道高城郡に位置する朝鮮民主主義人民共和国鉄道省金剛山青年線の駅である。

## 歴史

### 現・三日浦駅
- 1932年9月16日：東海北部線開通に伴い安辺駅起点111.4kmの地点にて高城駅として開業[1]。
- 1950年：朝鮮戦争により廃止。
- 2005年12月：金剛山青年線の開業により三日浦駅として営業再開。

### 旧・三日浦駅
- 1933年8月1日：安辺駅起点109.2kmの地点にて開業[2]。
- 1944年6月15日：廃止[3]。